# Joss Christensen
Joss Christensen (Salt Lake City, 20 december 1991) is een Amerikaanse freestyleskiër. Zijn beste resultaat was een gouden medaille op het onderdeel Slopestyle op de Olympische Winterspelen 2014 in Sotsji. 

## Carrière
Bij zijn wereldbekerdebuut, in maart 2011 in La Plagne, eindigde Christensen op de zesde plaats. Een jaar later stond hij in Mammoth Mountain voor de eerste maal in zijn carrière op het podium van een wereldbekerwedstrijd. Tijdens de Olympische Winterspelen van 2014 veroverde de Amerikaan de eerste olympische gouden medaille op het onderdeel slopestyle.
Op 27 februari 2015 boekte Christensen in Park City zijn eerste wereldbekerzege.

## Resultaten

### Olympische Spelen
| Jaar | Plaats | Resultaten |
| ---- | ------ | ---------- |
| 2014 | Sotsji | Slopestyle |

### Wereldbeker
Eindklasseringen
| Seizoen   | Algm | HP  | SS     |
| --------- | ---- | --- | ------ |
| 2010/2011 | 89e  | 14e | –      |
| 2011/2012 | 69e  | 36e | 6e     |
| 2012/2013 | 137e | 30e | –      |
| 2013/2014 | 180e | –   | 42e    |
| 2014/2015 | 44e  | –   | Zilver |

Wereldbekerzeges
| Datum            | Plaats           | Onderdeel  |
| ---------------- | ---------------- | ---------- |
| 27 februari 2015 | Park City        | Slopestyle |
| 24 januari 2016  | Mammoth Mountain | Slopestyle |